# تاريخ الأفكار
تاريخ الأفكار هو أحد الفروع العلمية التي تبحث في تاريخ الفكر البشري والتغير أو الثبات الذي يطرأ عليه خلال العصور المختلفة. ويمكن اعتباره تخصصا شقيقا لما يسمى بـ التاريخ الثقافي (Intellectual History). والعمل في مجال تاريخ الأفكار قد يرتبط بإجراء أبحاث متنوعة التخصص (cross-disciplinary) في فروع علم التاريخ المختصة في الفلسفة، والأدب، والعلوم الطبيعية.
الجدير بالذكر أن علم تاريخ الأفكار يعتبر من الاختصاصات العلمية القائمة بذاتها في السويد منذ ثلاثينيات القرن الماضي عندما تم تعيين العلامة جوهان نوردستورم كبرفيسور لهذا التخصص في جامعة اوبسالا (Uppsala University). أما اليوم، فتوفر كثير من الجامعات حول العالم مساقات مختصة في هذا المجال، وغالبا ما تكون مدرجة ضمن برنامج تعليم عالي (ماجستير).

## آرثر لوفجوي - مؤسس علم تاريخ الأفكار
عمل المؤرخ آرثر لوفجوي (Arthur O. Lovejoy) كبروفيسور للتاريخ في جامعة جون هوبكنز منذ 1910 وحتى 1938، وهناك قام بتأسيس (نادي تاريخ الأفكار) الذي ترأس اجتماعاته لعدة عقود. وكان لوفجوي هو أول من صك مصطلح «علم تاريخ الأفكار» وعمل على تأسيس طرق دراسته في العقود الأولى من القرن العشرين.

## مقاربة لوفجوي - الوحدات الفكرية كوحدات تحليلية
يعتمد علم تاريخ الأفكار عند لوفجوي على مفهوم الوحدات الفكرية (Unit-Ideas) كوحدات تحليلية قياسية. هذه الوحدات الفكرية تشكل من وجهة نظره لبنات البناء الأساسية للفكر البشري عبر العصور المختلفة. ورغم أن هذه الوحدات الفكرية ثابتة لا تتغير، إلا أن تفاعلها المستمر مع بعضها البعض يؤدي إلى تكوين أنساق فكرية جديدة. فمن وجهة نظر لوفجوي، أن التغييرات التي تطرأ على الثقافات الإنسانية من عهد إلى آخر هي في واقع الأمر نتيجة لتغير في العلاقات والارتباطات بين الوحدات الفكرية المكونة لها، وليس بسبب تغير الوحدات-الفكرية ذاتها. ومن هنا تأتي أهمية التقصي والبحث عن الوحدات-الفكرية. فهي تتمتع بدرجة عالية من الثبات، مما يتيح استعمالها كأدوات لتحليل الواقع الفكري لأي حقبة زمنية. وللتبسيط فإنه يمكن تشبيه دور الوحدات-الفكرية في تاريخ الأفكار بالتفاعل الكيميائي. فكما أن الذرات الكيميائية تتمتع بصفات ثابتة لا تتغير، إلا أنها ترتبط مع ذرات أخرى لتكوين مركبات كيميائية ذات صفات جديدة تختلف عن صفات الذرات المكونة لها. ويرى لوفجوي أن مهمة مؤرخ الأفكار هي اكتشاف هذه الوحدات-الفكرية، ومن ثم تبيان مواقع مدها وانحسارها، والتحامها وانفصالها عبر الحقب الزمنية المختلفة بهدف تفسير الافكار السائدة لأي عصر.